# Adelina Engman
Adelina Viktoria Engman (* 11. Oktober 1994 in Mariehamn) ist eine finnische Fußballspielerin. Die in Mittelfeld und Angriff einsetzbare Spielerin steht seit 2025 beim FC Como Women unter Vertrag und spielt seit 2012 für die finnische Nationalmannschaft.

## Karriere

### Vereine
Engman spielte zunächst in ihrer Heimat für Åland United und gewann 2009 und 2013 mit dem Verein die finnische Meisterschaft. 2015 wechselte sie über die Ostsee in die Damallsvenskan zum Kopparbergs/Göteborg FC. Mit dem Verein kam sie nicht über den fünften Platz hinaus. In der laufenden Saison 2018, in der der Verein Vizemeister wurde, wechselte sie zum FC Chelsea. Hier hatte sie in ihrer ersten Saison elf Einsätze und nahm mit dem Verein an der UEFA Women’s Champions League 2018/19 teil. Sie wurde in je zwei Spielen ein- und ausgewechselt und erzielte ein Tor beim 5:0-Sieg im Sechzehntelfinale gegen SFK 2000 Sarajevo. Im Halbfinale schieden sie schließlich durch ein weniger erzieltes Tor gegen Titelverteidiger Olympique Lyon aus. In ihrer zweiten Saison in England hatte sie im September 2019 nur zwei Liga-Einsätze sowie einen Kurzeinsatz im ersten Gruppenspiel des WSL-Cups. Beim COVID-19-bedingten Abbruch der FA Women’s Super League 2019/20 stand Chelsea auf dem zweiten Platz, hatte aber die beste Quote und wurde daher zum Meister erklärt. Im Juli 2020 wechselte sie in die Division 1 Féminine zum HSC Montpellier. Nach einer Saisomnmin Frankreich ging es zurück nach Skandinavien, diesmal zu Växjö DFF. Dort kam sie zu zehn Liga-Einsätzen, konnte aber auch den Abstieg nicht verhindern. Zur Saison 2022 wechselte sie zu Hammarby IF. 
Im Februar 2024 wechselte sie zum IF Brommapojkarna. Im Januar 2025 verließ sie den Verein nachdem sie aufgrund von Verletzungen nur zehn Einsätze hatte. Im Februar 2025 schloss sie sich dem FC Como Womenan.

### Nationalmannschaft
Engman durchlief die finnischen Juniorinnenmannschaften. Mit der U-19 qualifizierte sie sich für die U-19-Fußball-Europameisterschaft der Frauen 2013. In der Qualifikation dazu erzielte sie fünf Tore in der ersten und zwei Tore in der zweiten Qualifikationsrunde. Bei der Endrunde gelang ihr das Tor zum 1:0-Sieg gegen Norwegen, dem einzigen Sieg der Finninnen, durch den sich die Finninnen aber für das Halbfinale und die U-20-Fußball-Weltmeisterschaft der Frauen 2014 qualifizierten. Im Halbfinale verloren sie dann mit 0:4 gegen England und bei der WM alle drei Gruppenspiele.
Bereits 2012 wurde sie erstmals in der A-Nationalelf eingesetzt. In der Qualifikation für die EM 2013 hatte sie vier Kurzeinsätze und qualifizierte sich mit ihrer Mannschaft im September 2012 für die Endrunde. Für die EM-Endrunde, bei der die Finninnen nach den drei Gruppenspielen ausschieden, wurde sie nicht nominiert. Danach konnten sich die Finninnen erst im Februar 2021 wieder für eine Endrunde qualifizieren. Engman kam dabei in vier von acht Qualifikationsspielen zum Einsatz und erzielte ein Tor. Zuvor war sie bei der Qualifikation für die EM 2017 mit ihrer Mannschaft als einziger Teilnehmer von 2013 gescheitert. Sie war dabei in sieben Spielen eingesetzt worden. Auch in den dazwischen liegenden WM-Qualifikationen scheiterte sie zweimal mit ihrer Mannschaft. Dabei hatte sie in der Qualifikation für die WM 2015 zehn Einsätze und erzielte zwei Tore. In der Qualifikation für die WM 2019 kam sie in allen acht Spielen zum Einsatz. In den ersten vier Spielen der Qualifikation für die WM 2023 hatte sie drei Einsätze und erzielte bei der 1:2-Niederlage gegen Irland und beim 2:1-Sieg gegen die Slowakei ein Tor. Ein weiteres Tor erzielte sie am 12. April 2022 beim 6:0-Sieg gegen Georgien. Am 9. Juni 2022 wurde sie für die EM-Endrunde nominiert.  Von den Spielerinnen des Kaders hat sie die drittmeisten Tore geschossen (Stand: Juli 2022).
In der erfolgreichen Qualifikation für die EM 2025 wurde sie nur im letzten Play-off-Spiel in der Schlussminute eingewechselt.

## Erfolge
Åland United 
- Finnische Meisterin 2009, 2013

 FC Chelsea 
- WSL-Cup-Siegerin 2019/20 (1 Kurzeinsatz im ersten Gruppenspiel)
- Englische Meisterin: 2019/20

Hammarby IF
- Schwedische Meisterin 2023
- Schwedische Pokalsiegerin 2022/23 (ohne Finaleinsatz)